# Saint-Julien-Chapteuil
Saint-Julien-Chapteuil is een gemeente in het Franse departement Haute-Loire (regio Auvergne-Rhône-Alpes). De plaats maakt deel uit van het arrondissement Le Puy-en-Velay. Saint-Julien-Chapteuil telde op 1 januari 2022 2.021 inwoners.

## Geografie
De oppervlakte van Saint-Julien-Chapteuil bedroeg op 1 januari 2022 28,26 vierkante kilometer; de bevolkingsdichtheid was toen 71,5 inwoners per km².

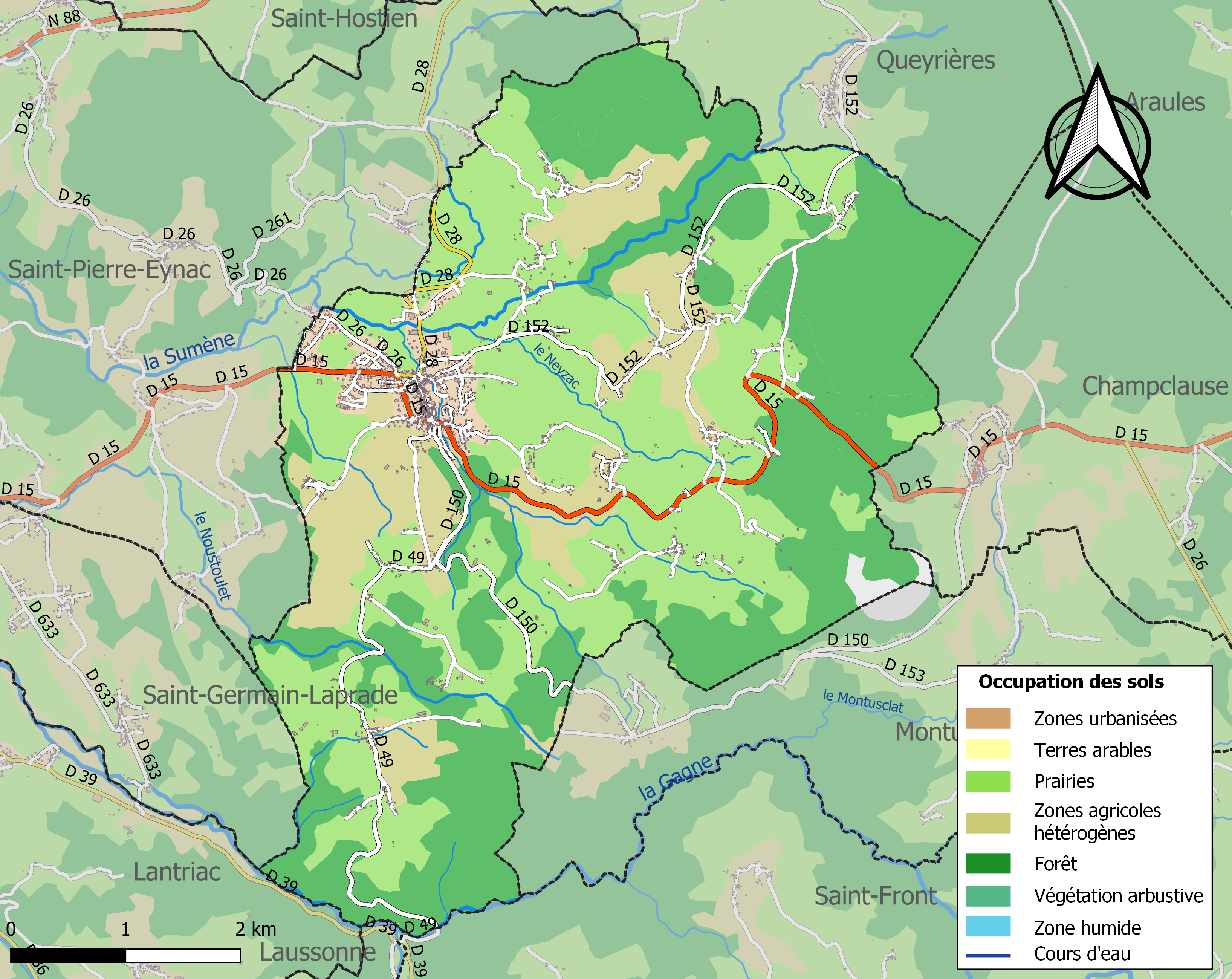
Kaart van de gemeente met de belangrijkste infrastructuur, bodemgebruik en omliggende gemeenten

## Demografie
Onderstaande figuur toont het verloop van het inwonertal (bron: INSEE-tellingen).

## Geboren in Saint-Julien-Chapteuil
- Jules Romains (1885-1972), Frans schrijver